# Lysimachia omeiensis
Lysimachia omeiensis är en viveväxtart som beskrevs av William Botting Hemsley. Lysimachia omeiensis ingår i släktet lysingar, och familjen viveväxter. Inga underarter finns listade i Catalogue of Life.